# Trichomma yunnanicum
Trichomma yunnanicum är en stekelart som beskrevs av Wang 1985. Trichomma yunnanicum ingår i släktet Trichomma och familjen brokparasitsteklar. Inga underarter finns listade i Catalogue of Life.